# Championship Boxing
Championship Boxing est un jeu vidéo de boxe développé par Evryware et publié par Sierra On-Line en 1983 sur IBM PC puis porté sur Apple II, Commodore 64 et Macintosh. Il propose trois modes de jeu. Dans le premier, les deux boxeurs sélectionnés s’affrontent pendant plusieurs rounds, sans interventions du joueur. Dans le second, le joueur intervient en tant qu’entraineur et donne des instructions à son boxeur entre chaque round. Dans le troisième, il contrôle directement son boxeur à l’aide du clavier,. Le jeu inclut une cinquantaine de boxeurs dont les caractéristiques sont basées sur celles des grands champions de l’histoire de la boxe comme John L. Sullivan, Jack Dempsey,  Mohamed Ali ou Rocky Marciano. Chaque boxeur est évalué dans 21 catégories, allant de l’endurance à l’instinct.